# Josef Bína
Josef Bína (21. února 1897 Veselí nad Lužnicí – 20. července 1961) byl český a československý odborář a politik Komunistické strany Československa; poúnorový poslanec Národního shromáždění ČSR.

## Biografie
Do roku 1938 žil s rodinou a pracoval v Sovětském svazu ve městě Magnitogorsk, kam odešel v polovině 30 let. V roce 1948 se uvádí jako tesařský dělník. V letech 1949–1952 působil jako vedoucí tajemník Krajské odborové rady Praha a od roku 1952 byl předsedou odborového svazu zaměstnanců ve stavebnictví.
Ve volbách roku 1948 byl zvolen do Národního shromáždění za KSČ ve volebním kraji Praha. Zasedal zde do konce funkčního období, tedy do voleb v roce 1954.